# Maria Velez
Maria Velez (Lisboa, 1 de noviembre de 1935-2 de marzo de 2017) fue una pintora y profesora portuguesa.

## Biografía
Entre 1956-57 frecuentó un curso de diseño de indumentaria de moda en la Kunstgewerbe Schule, de Uster, trabajando paralelamente en el Departamento de Moda de Vollmoeller. Realizó además un curso de pintura en la Escuela Superior de Bellas Artes de Lisboa en 1961.
Fue docente de Enseñanza Técnico Profesional en la Escuela de Artes Decorativas António Arroio, y en la Escuela Secundaria Josefa de Óbidos, de Lisboa, desde 1961 a 1963, habiendo concluido el periodo de preparación para profesora efectiva, con examen de estado, en mayo de 1963.
De 1963 a 1965, ocupó el cargo de directora de 5º Grupo, de la Escuela Técnica de Cacém.
Trabajó desde 1967 como consultora de moda en una empresa comercial, y diseñó entre 1975 a 1978 varias colecciones de moda para la Industria Confeccionista Portuguesa.
De 1983 a 1995, desarrolló actividades académicas como asistente de diseño en la Facultad de Arquitectura de Lisboa; y en 1987, se presentó exitosamente a las pruebas de aptitud pedagógica y de capacidad científica, con los trabajos "Considerações acerca do desenho Básico" y "Estudo da Percepção do Espaço". Simultáneamente desenvolvió su actividad profesional en las áreas de pintura, grabado, y tapicería. 
Sufrió, como muchas otras pintoras, de críticas de doble vara, acerca de su calidad artística en tanto femenina.

## Exposiciones
Con los años, ha realizado varias exposiciones, individuales o colectivos, donde se pueden destacar las siguientes:

### Exposiciones individuales
- 1961	Guaches, Gravura – Sociedad Cooperativa de Grabadores Portugueses, Lisboa
- 1964	Colagens e Pintura, Galería 111, Lisboa; Colages y pintura, Galería Divulgação, Porto
- 1967	Colagens e Pintura, Galería de Arte Moderno, SNBA, Lisboa
- 1970	Colagens e Pintura, Galería Interior, Lisboa
- 1971	Tapeçaria, Galería Interior, Lisboa
- 1984	Pintura, Galería Ana Isabel, Lisboa
- 1986	Pintura e Desenho, Galería Algarve, Albufeira
- 1991	Pintura, Galería Nasoni, Lisboa
- 1993	Pintura, Galería Nasoni, Porto
- 2003	Pintura, Galería Valbom, Lisboa[3]

### Colectivas
- 1958	Alumnos da ESBAL, Exposição do Dia do Estudante, 1º Premio
- 1960	Salão Primavera, SNBA, Lisboa
- 1961	Salão Primavera, SNBA, Lisboa; Facultad de Ciencias, Lisboa
  - Colectiva de Verão, Galeria Diário de Notícias, Lisboa;
  - II Exposição de Artes Plásticas da Fundación Calouste Gulbenkian, Lisboa
- 1962	Colectiva de Verão, Galería Diario de Noticias, Lisboa
  - 15 Pintores Portugueses, Club Urbis, Madrid
  - Arte Portuguesa Contemporânea, Ponta Delgada e Madrid
- 1963	Salão Primavera, SNBA, Lisboa
- 1965	Exposição de Maio, SNBA, Lisboa; Bienal de Tokio, Japón
  - Tapeçaria, Galeria Interior, Lisboa
  - Tapeçaria Portuguesa, Río de Janeiro
- 1967	Prémio GM de Artes Plásticas, SNBA, Lisboa
- 1969	Seis Artistas, Longra, Lisboa 
  - Tapeçaria, Galeria Interior, Lisboa
- 1970	Retrospectiva das Galerias, Galeria Interior, Lisboa
  - Novos Sintomas da Pintura Portuguesa, Galería Judith da Cruz, Lisboa
- 1972	Maria Velez e António Sena, Galería Interior, Lisboa
- 1973	Pintura Portuguesa Hoje, Barcelona e Salamanca
- 1974	Participación en el Mural del 10 de junio
- 1975	Figuración de Hoy, SNBA, Lisboa
  - Artistas Contemporâneos e as Tentações de Santo Antão, Museo das Janelas Verdes, Lisboa
- 1976	Arte Moderna Portuguesa, SNBA, Lisboa; Salão Primavera, SNBA, Lisboa
- 1977	Arte Portuguesa Contemporânea, São Paulo, Río de Janeiro e Brasilia
  - Cultura Portuguesa Contemporânea, Palácio dos Congressos, Fundación Juan March e Teatro Real, Madrid
  - Artistas Portugueses, Centro Cultural Português, París
  - A Fotografia na Arte Moderna, Centro de Arte Moderna, Oporto
  - 26 Pintores olham para Lisboa, Galería Interior
- 1978	Tapeçaria de Portalegre, Brasil
- 1979	Salão Primavera, SNBA, Lisboa
- 1984	A Cidade, Galeria Ana Isabel, Lisboa
  - 20 Años da Galeria 111, Lisboa
- 1985	Dia Internacional da Mulher, Instituto Franco-Portugués, Lisboa
- 1986	Operação Ensino-Árvore, Oporto y Burdeos
  - Le XXéme au Portugal, Centre Albrt Borschette, Bruselas
  - Desenhos, Cooperativa Árvore, Oporto
- 1991	Dia Internacional da Mulher, Galería Municipal de Almada, Almada
- 1995	Hotel Ipanema Park, Oporto
- 1996	Galeria Diário Ramos, Oporto
  - FAC, Feira de Arte Contemporânea de Lisboa;
  - 50 Años de Tapiceria en Portugal, Fundación Calouste Gulbenkian, Lisboa
- 1997	Ana Isabel expone 8 Pintores Portugueses, Galería Municipal de Almada;[4]
  - Galeria Dário Ramos, Porto
- 2001	Conemoraciones de la Universidad Técnica de Lisboa, Galeria da Mitra
  - Exposiciones Itinerantes de la Sociedad Cooperativa de Grabadores Portugueses desde 1960

### Trabajos en Espacios Públicos

#### Pintura
Posee trabajos de pintura en los siguientes locales:
- Hotel Balaia, Algarve
- Edifício Magnólia, Tróia
- Restaurante Bico Das Lulas, Tróia
- Direcção Geral de Energia
- Instituto Português de Qualidade, Azero
- Faculdade de Arquitectura de Lisboa, Retratos de Prof. Frederico George 1963 e de Prof. Augusto Brandão Brandão. 1988
- Reitoria da Universidade Técnica de Lisboa, Retrato de Prof. Herculano de Carvalho 1986
- Reitoria da Universidade Nova de Lisboa, Retrato de Prof. Esperança Pina 1986
- Universidade de Évora, Retrato de Prof. António Santos Júnior e de Prof. Ário Azevedo, 1991
- Banco Borges &Irmão
- Banco Comercial Português
- Palácio do Governo da República Popular de Angola
- Paço dos Concelhos de Lisboa, Sala das Sessões Públicas

#### Tapicería
Posee trabajos de tapiceria, en los siguientes locales: 
- Fundação Calouste Gulbenkian, Lisboa
- Cesar Holding Banks, Londres
- Hotel Altis, Lisboa
- Casino Park Hotel, Funchal
- Hotel Delfim, Alvor
- Hotel Penta, Lisboa
- Crédito Predial Português, Lisboa
- Direcção Geral de Energia, Lisboa
- Instituto Português da Qualidade, Azero